# 대방광원각수다라요의경 권4
대방광원각수다라요의경 권4(大方廣圓覺修多羅了義經 卷四)는 충청북도 청주시 흥덕구 청주고인쇄박물관에 있는 조선시대의 불경이다. 2020년 3월 6일 충청북도의 유형문화재 제390호로 지정되었다.

## 지정 사유
이 책은 '원각수다라요의경', '원각요의경', '원각경' 등으로도 불리며, 불교의 근본이 되는 경전 가운데 하나로 불교전문강원 과정의 필수과목으로 학습되어 널리 유통되고 있는 불경이다.
1455년 주조한 을해자로 세조연간(1455∼1468)에 간행된 것으로, 조선 전기 금속활자 인쇄문화 뿐만 아니라 불교사 연구를 위한 귀중한 자료이다.

## 같이 보기
- 대방광원각수다라요의경

## 참고 문헌
- 대방광원각수다라요의경 권4 - 국가유산청 국가유산포털